# Claudius von Condat
Der heilige Claudius (* 7. Jahrhundert in Frankreich; † 6. Juni um 700 in Condat) war Abt in Condat und Erzbischof von Besançon.
Claudius war ein Mönch und Abt in Condat. Im Jahre 685 wurde er Erzbischof von Besançon. Claudius gehörte zu den am meisten verehrten Heiligen in Frankreich. Sein Grab in der heutigen Kathedrale von Saint-Claude war Ziel von Wallfahrten.

## Patronate
Der Heilige ist Schutzpatron von Burgund sowie der Berufe der Drechsler, Pfeifenhersteller, Sattler, Lebkuchenhändler und Spielwarenfabrikanten. Er wird bei Zuckungen und Unglück angerufen.